# گالینا الکسایوا (ورزشکار)
گالینا الکسایوا (انگلیسی: Galina Alekseyeva؛ زادهٔ ۲۷ نوامبر ۱۹۴۶ - درگذشته ۴ فوریهٔ ۲۰۲۴) شیرجه‌رو اهل اتحاد جماهیر شوروی سوسیالیستی بود.